# Gnomoniaceae
Gnomoniaceae — родина грибів в порядку Діапортові. Родина була окреслена німецьким ботаніком Генріхом Георгом Вінтером в 1886 році.

## Роди
- Anisogramma
- Anisomyces
- Apiognomonia
- Bagcheea
- Clypeoporthe
- Cryptodiaporthe
- Cryptosporella
- Diplacella
- Ditopella
- Ditopellopsis
- Gnomonia
- Gnomoniella
- Gnomoniopsis
- Linospora
- Mamiania
- Mamianiella
- Ophiognomonia
- Ophiovalsa
- Phragmoporthe
- Phylloporthe
- Plagiostoma
- Pleuroceras
- Skottsbergiella
- Uleoporthe
- Valseutypella
- Xenotypa